# Adolf Čech
Adolf Čech (Sedlec-Prčice, 11 de desembre de 1841 - Praga, 27 de desembre de 1903) fou un director d'orquestra txec.
Va estrenar una sèrie d'importants obres d'Antonín Dvořák (tres simfonies, quatre òperes o l'Stabat Mater), de Bedřich Smetana (Má vlast i cinc òperes), Zdeněk Fibich (dues òperes) i altres compositors txecs. També va dirigir les primeres actuacions fora de Rússia de dues òperes de Piotr Ilitx Txaikovski i les estrenes txeques de set operetes de Jacques Offenbach. També va ser un cantant amb veu de baix i traductor de llibrets d'òpera.

## Carrera
Adolf Čech va néixer a Sedlec-Prčice, al sud de Praga com Adolf Jan Antonin Tausik, fill d'un instructor de cant. El seu germà era el cantant Karel Čech. Es va formar com a enginyer a Praga abans de dedicar-se a la música. Des de 1862 va ser director de cor i ajudant de direcció al Teatre Provisional, on va dirigir òperes com Il trovatore de Verdi, Belisario de Donizetti, Otello de Rossini, Zar und Zimmermann (tsar i fuster) de Lortzing, Dinorah de Meyerbeer i Martha i Alessandro Stradella de Flotow. De 1862 a 1866 també va aparèixer com a cantant de baix en papers solistes més petits com Don Basilio a El barber de Sevilla, Méru a Les Huguenots de Meyerbeer, Pedro a Das Nachtlager in Granada de Conradin Kreutzer i Ruiz a Il trovatore de Verdi. El 1864 va fer una traducció txeca del llibret d'Eugène Scribe per a l'òpera La Juive d'Halévy, i va dirigir l'estrena txeca dOrphée aux enfers d'Offenbach.
El 1865/66 va ser director adjunt al Teatre Txec d'Olomouc. Va tornar al Teatre Provisional el 1867, on es va fer un nom en l'òpera còmica. Va dirigir les estrenes txeques de Les brigands (1870), La princesse de Trébizonde (1871), Snowman (1872), Les braconniers, Barbe-bleue (1874) i La belle Hélène (1875) d'Offenbach.
El 1873 va dirigir l'estrena a Praga de la Simfonia núm. 3 de Schumann. El 4 d'abril de 1875 va dirigir l'estrena mundial de Vltava El Moldau de Bedřich Smetana. Aquest va ser un dels sis poemes simfònics que formaven el cicle conegut com Má vlast ((La meva pàtria)), que Čech també va ser el primer a dirigir l'any 1882.
El 17 d'abril de 1876 va estrenar l'òpera Vanda d'Antonín Dvořák. Va presentar la Serenata per a cordes en mi menor de Dvořák el 10 de desembre de 1876. En el mateix concert (o el 17 de març de 1877) va dirigir l'estrena del poema simfònic d'Smetana Šarka, una altra part del cicle Má vlast.
Va dirigir les estrenes de les òperes d'Smetana Hubička (El bes) ([7 de novembre] de 1876), Tajemství (El secret) (18 de setembre de 1878) i la versió revisada de Dvĕ vdovy (Les dues vídues) (17 de març de 1878).
Dvořák va compondre el seu Concert per a piano en sol menor durant l'agost i setembre de 1876, a instàncies del pianista Karel Slavkovský, que va fer l'estrena a Praga el 24 de març de 1878, sota la direcció d'Adolf Čech. El 25 de març de 1879 es va estrenar la Simfonia núm. 5 en fa major de Dvořák. El 23 d'abril de 1879 va dirigir l'estrena de la "Marxa festiva" de Dvořák, op. 54, B.88. El 16 de maig va presentar la Suite Txeca també de Dvořák. En el mateix concert va dirigir per primera vegada les versions orquestrals de les Danses eslaves núms 1, 2 i 4 (Set I).
El 23 de desembre de 1880, en el concert de l'Associació d'Artistes Musicals de Praga, Adolf Čech va estrenar Stabat Mater de Dvořák, la seva primera obra sobre un tema religiós.
La Simfonia núm. 6 en re menor de Dvořák va tenir un naixement problemàtic. La va dedicar a Hans Richter, que l'havia encarregat, i li va demanar que l'estrenés amb la Filharmònica de Viena a finals de desembre de 1880. Tanmateix, els esdeveniments de la vida personal de Richter i el sentiment antitxec a Viena, es van combinar amb el fet que Dvořák era pràcticament desconegut allà (cap de les seves simfonies s'havia publicat en aquest moment), va provocar el seu ajornament continu. Dvořák va respondre demanant a Adolf Čech que estrenés la simfonia a Praga el 25 de març de 1881. Viena no la va veure fins al 1883, i no sota Richter, que la va dirigir moltes vegades, però mai a Viena.
L'obertura del Teatre Nacional de Praga l'11 de juny de 1881 es va celebrar amb l'estrena mundial de l'òpera Libuše de Smetana, dirigida per Adolf Čech. El 29 d'octubre de 1882 va dirigir l'estrena de Čertova stěna (El mur del diable) de Smetana. La primera interpretació completa de Má vlast va tenir lloc el 5 de novembre de 1882.
El 28 de juliol de 1882, a Praga, Čech va dirigir la primera producció fora de Rússia de qualsevol òpera de Txaikovski, l'estrena txeca de Orleanskaia deva (La donzella d'Orleans). Va ser nomenat director en cap del Teatre Provisional el 1883, ocupant el càrrec fins al 1900. El 28 de març de 1884 va dirigir l'estrena mundial de l'òpera Nevěsta messinská (La núvia de Messina) de Zdeněk Fibich. El 1885 va arribar la primera representació del Teatre Nacional de Lohengrin de Wagner (també va dirigir la seva primera representació de Els mestres cantaires de Nuremberg el 1894). El 15 de juny de 1887 va dirigir l'estrena de la versió revisada de l'òpera Král a uhlíř (El rei i el carboner) de Dvořák. El 2 de novembre de 1887 va dirigir un concert de celebració del centenari de l'estrena mundial a Praga del Don Giovanni de Mozart.
El març de 1888, Adolf Čech va dirigir l'estrena mundial de la Simfonia núm. 2 en si bemoll major de Dvořák, que havia estat escrita el 1865 i subjecta a diverses revisions durant els anys intermedis. Va ser l'única interpretació de l'obra en vida del compositor. Adolf Čech va estrenar més simfonies de Dvořák que ningú (va dirigir les primeres representacions dels números 2, 5 i 6; el compositor va estrenar els números 7 i 8; Smetana va dirigir els números 3 i 4; Anton Seidl va dirigir la número 9; i Milan Sachs va estrenar la número 1).
Čech va preparar l'orquestra per a la primera interpretació txeca de lEugeni Onegin de Txaikovski el 6 de desembre de 1888 (la primera producció d'aquesta òpera fora de Rússia; es va cantar en txec en una traducció de Marie Červinková-Riegrová). El mateix Txaikovski va dirigir l'estrena. El 12 d'octubre de 1892 va dirigir l'estrena txeca de Píkovaia dama (La dama de piques) (també cantada en txec) al Teatre Nacional, en presència del compositor.
El 1893 va participar en l'estrena berlinesa de gran èxit de l'òpera de Smetana Prodaná nevěsta (La núvia venuda).
L'òpera Šárka de Fibich es va estrenar el 28 de desembre de 1897 a l'escenari del Teatre Nacional de Praga sota la direcció d'Adolf Čech. El 19 de juny de 1898 va estrenar la versió revisada de l'òpera Jakobín de Dvořák. El 6 d'agost de 1898 va estrenar la música incidental de Josef Suk per al melodrama de Julius Zeyer Radúz and Mahulena (Suk va extreure més tard la suite A Fairy Tale de la partitura completa). El 23 d'abril de 1899 va dirigir l'estrena mundial de l'òpera de Dvořák Čert a Káča (El diable i Catalina).
Adolf Čech va morir a Praga el 1903, als 62 anys, i està enterrat al cementiri d'Olšanské.

## Links
- Mitjans relacionats amb Adolf Čech a Wikimedia Commons